# فندق آرتيسن
فندق آرتيسن هو فندق ألعاب بوتيك يقع في مدينة لاس فيغاس، وهو عبارة عن صالة كبيرة وفائقة تضم 64 غرفة  من الأرض حتى السقف مع فن انتقائي ونسخ من لوحات العالم الشهير.

## التاريخ
افتتح فندق آرتسين سنة 1979، وفي عام 2001 ثم شراء هذا العقار كما تمت إعادة تسميته وأُصلحت فيه العديد من الأمور، هذا بالإضافة إلى العدد الكبير من الأعمال الفنية الذي أضيفت له على غرار سيزان و شاغال و دا فينشي و رامبرانت و رينوار فان جوخ وغيرهم في جميع أنحاء العقار.
كما ثم تصوير العديد من البرامج فبه، على سبيل المثال إحدى حلقات كريس أنجل سنة 2007، وكذلك مجموعة من حلقات سلسلة سينماكس سين سيتي ديريز.
وفي عام 2008 اختارت مجلة الحياة صالة آرتيس كأفضل حانة قي مدينة لاس فيغاس.
و على الرغم من أن عملية البيع تمت بشكل جيد، إلا أن الزبائن المخلصين واجهتهم مشاكل مع مالكي الفندق وكذلك التدفقات النقدية ومشاكل في الصيانة مما ذهل بالفندق نحو الإفلاس، وفي ديسمبر 2009 ثم رهنه!. و قد اشترت مجموعة سيجل الممتلكات في يناير 2010  ولقد تم العمل على تصحيح كافة القضايا العالقة في ماي 2010 مما جعل الفندق يعود للواجهة التي كان عليها سابقا.